# 9645 Grünewald
9645 Grünewald è un asteroide della fascia principale. Scoperto nel 1995, presenta un'orbita caratterizzata da un semiasse maggiore pari a 2,7549384 UA e da un'eccentricità di 0,1041116, inclinata di 3,34021° rispetto all'eclittica.
L'asteroide è dedicato al pittore tedesco Matthias Grünewald.